# Pracht-Erdschildkröte
Die Pracht-Erdschildkröte (Rhinoclemmys pulcherrima = „Die Herrlichste“ / „Die Prächtigste“), auch Bunte Erdschildkröte genannt, ist vom äußersten Süden der USA bis hin nach Mittelamerika im Nordwesten von Costa Rica beheimatet. Sie gehört zu den Amerikanischen Erdschildkröten (Rhinoclemmys), der einzigen Gattung aus der Familie der Altwelt-Sumpfschildkröten (Geoemydidae), die in der Neuen Welt beheimatet ist.

## Merkmale
Pracht-Erdschildkröten erreichen eine Größe von etwa 20 Zentimetern (Panzerlänge) und ein Gewicht von etwa 600 Gramm bei den Weibchen. Die Männchen sind etwas kleiner, haben jedoch einen längeren, kräftigeren Schwanz. Ihre Kloake ist weiter zum Schwanzende hin verschoben als bei den Weibchen. Der Bauchpanzer der Männchen ist zudem leicht eingewölbt (konkav), was dazu dient, dass sich die Männchen bei der Fortpflanzung leichter auf dem Rückenpanzer der Weibchen halten können. Die Geschlechtsmerkmale sind in jungen Jahren jedoch nur sehr schwer zu unterscheiden und variieren auch im Alter stark.
Der Panzer hat eine erdbraune bis braun-graue Grundfärbung und ist je nach Unterart und Individuum stärker oder schwächer mit roten, gelben und schwarzen Linien und Flecken gezeichnet. Die Schildkröten tragen diese auch an Kopf, Hals und Extremitäten. Die Grundfärbung der Haut reicht vom Farbton des Panzers bis hin zu einem bräunlichen Grün und Gelb.

## Unterarten
Von der Pracht-Erdschildkröte sind vier Unterarten beschrieben:
- Guerrero-Pracht-Erdschildkröte (Rhinoclemmys pulcherrima pulcherrima (Gray, 1855))
- Guatemala-Pracht-Erdschildkröte (Rhinoclemmys pulcherrima incisa (Bocourt, 1868))
- Costa-Rica-Pracht-Erdschildkröte (Rhinoclemmys pulcherrima manni (Dunn, 1930))
- Sonora-Pracht-Erdschildkröte (Rhinoclemmys pulcherrima rogerbarbouri (Ernst, 1978))

Die Unterarten sind an der Zeichnung des Rückenpanzers (Carapax), des Bauchpanzers (Plastron) sowie an der Zeichnung um Augen, Maul und Nase zu unterscheiden.

### Sonora-Pracht-Erdschildkröte
Der Rückenpanzer der Sonora-Pracht-Erdschildkröte (Rhinoclemmys pulcherrima rogerbabouri) weist eine dunkelbraune Färbung auf. Die Schildkröte ist etwas breiter und flacher als Vertreter der Unterarten 'manni' und 'incisa'. Das schwarze Band auf dem Bauchpanzer nimmt mehr als die Hälfte der Fläche ein und ist nicht scharf begrenzt.

### Guerrero-Pracht-Erdschildkröte
Das nominotypische Taxon der Pracht-Erdschildkröte (Rhinoclemmys pulcherrima pulcherrima) weist einen braun-grauen Rückenpanzer auf. Vereinzelt sind schwarze Flecken oder Linien zu erkennen, meist gibt es pro Schild einen mittig angeordneten schwach sichtbaren verschiedenfarbigen Fleck (schwarz, gelb, rot).

### Guatemala-Pracht-Erdschildkröte
Die Guatemala-Pracht-Erdschildkröte, manchmal auch als Chiapas-Pracht-Erdschildkröte bezeichnet, (Rhinoclemmys pulcherrima incisa) hat eher einen einheitlich braun gefärbten Rückenpanzer, eventuelle Linien und Flecken sind kaum bis gar nicht vorhanden. Das rot-gelb-schwarze Farbspektrum ist noch an den Panzerrändern erkennbar. Das schwarze Band auf dem Bauchpanzer ist breiter als bei der Schwester aus Costa Rica und nicht so scharf begrenzt. Um Maul und Augen sind die roten Linien durch schmalere, sehr feine schwarze Linien umrandet.

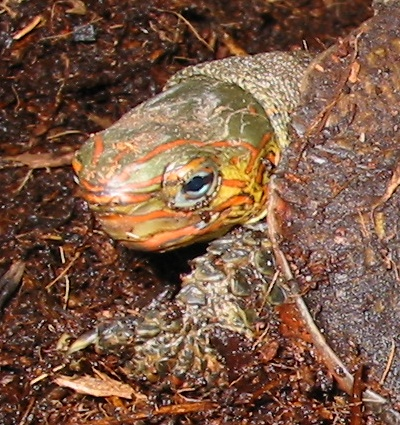
Kopf- und Halszeichnung
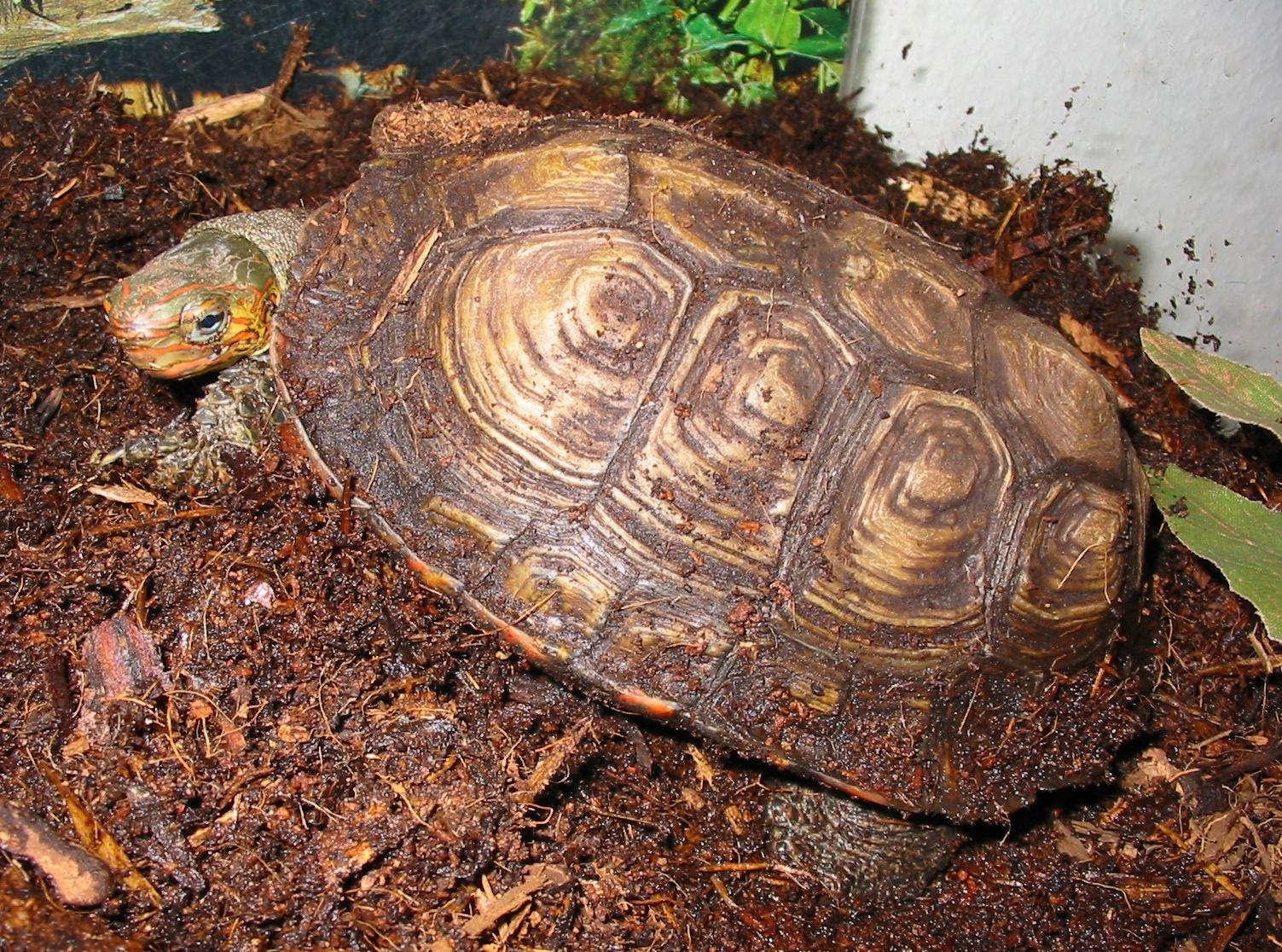
Carapax
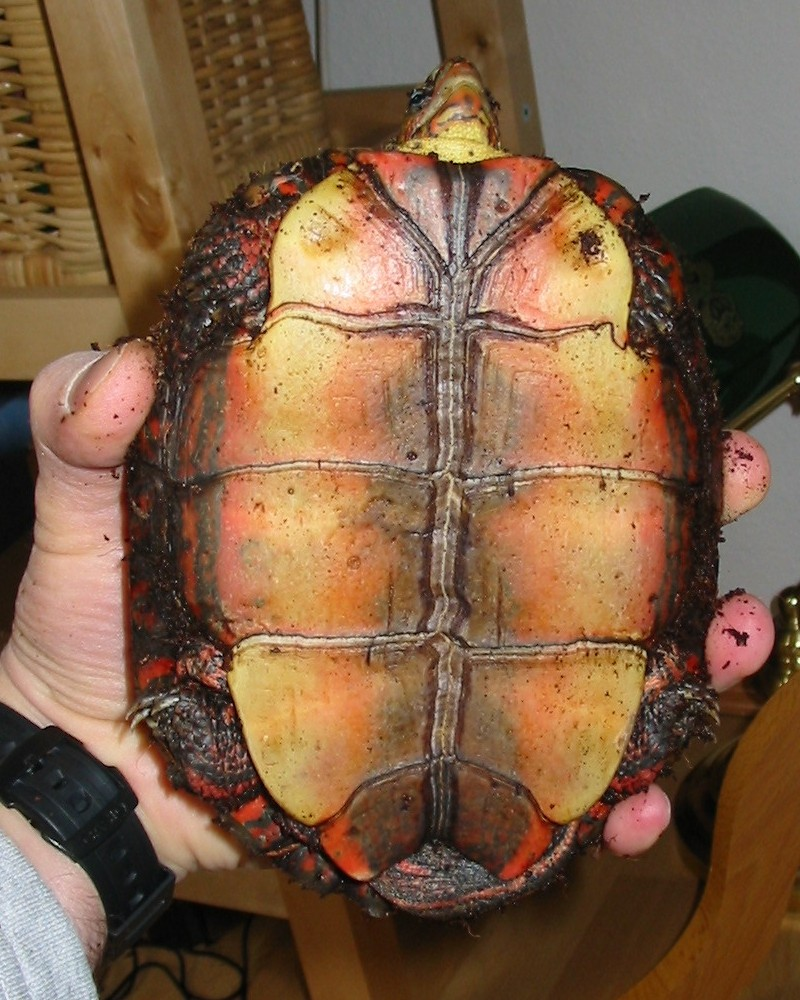
Plastron

### Costa-Rica-Pracht-Erdschildkröte
Die Costa-Rica-Pracht-Erdschildkröte (Rhinoclemmys pulcherrima manni) weist so genannte Ozellen auf dem Rückenpanzer auf. Der Begriff ist aus der Insektenwelt entlehnt und bezeichnet sinnbildlich die kreisähnlichen, augenförmigen Linien und Punkte, meist mit schwarzer Rahmung. Auf dem Bauchpanzer befindet sich mittig ein schmales schwarzes Band (≤ 25 Prozent der Breite des Plastrons). Maul, Augen und Hals sind mit roten (seltener gelben) Linien umgeben. Diese wiederum werden durch schwarze Linien umrandet, welche etwas stärker als bei der 'incisa' ausgeprägt sind. Die 'manni' ist die farbenfreudigste Vertreterin der vier Unterarten mit der kräftigsten Zeichnung und ein wahrer Paradiesvogel.
Da die Schildkröten von den USA bis Costa Rica in vielen unterschiedlichen Vegetationszonen zu Hause sind, existiert auch innerhalb der Unterarten eine Vielgestaltigkeit. in Farbe und Form Bei der 'manni' und 'incisa' kommt es insbesondere in der Gegend um die großen Süßwasserseen in Nicaragua zu Übergangsformen der beiden Unterarten.

## Verbreitung und Lebensraum
Die Pracht-Erdschildkröten leben in den südlichen USA (Arizona), einzelnen Bundesstaaten in Mexiko (Sonora, Colima, Guerrero, Oaxaca, Chiapas), in Guatemala, Honduras, Nicaragua bis hin zum nordwestlichen Costa Rica. Sie bewohnen immer den zum Pazifik liegenden Landesteil, oft nur auf einem nicht mehr als 50 km breiten, küstennahen Streifen ins Landesinnere.
Die Heimat der Pracht-Erdschildkröten sind die (Trocken-)Wälder, Sümpfe und Auen. Man  findet sie auch in wüstenartigen Zonen, dort jedoch vorzugsweise an den wenigen feuchteren Stellen. Im trockeneren Umfeld gräbt sich die Schildkröte gerne in den Boden ein. Das bietet ihr Schutz vor Fressfeinden, vor zu hohen Temperaturen und Austrocknung. Insekten und Würmer, die in dieser Situation vor ihr Maul geraten, haben keine Chance und werden gefressen. Schildkröten haben zwar die Langsamkeit auf dieser Welt gepachtet, im Notfall und beim Fressen können sie jedoch ein erstaunliches Tempo vorlegen.

### Von Nord nach Süd
- Rhinoclemmys pulcherrima rogerbabouri: Arizona (USA), Mexiko mit den Bundesstaaten: Sonora und Colima
- Rhinoclemmys pulcherrima pulcherrima: Mexiko mit den Bundesstaaten: Guerrero, Oaxaca
- Rhinoclemmys pulcherrima incisa: Mexiko mit den Bundesstaaten: Oaxaca, Chiapas; Guatemala (50 km breiter Streifen am Pazifik), El Salvador, Honduras (bis auf einen 50-km-Streifen an der Atlantikküste das ganze Land), Nicaragua (Gebiete zwischen Pazifikseite bis zu den beiden großen Seen [Managua-See, Nicaragua-See])
- Rhinoclemmys pulcherrima manni: Nicaragua: südwestlich des Nicaragua-Sees, Costa Rica mit dem äußersten Nordwesten auf einem Streifen von ca. (200 * 60) km: Provinz Guanacaste und Nicoya-Halbinsel.

## Parasiten
Parasiten der Pracht-Erdschildkröte sind die Spulwürmer Orientatractis asymmetrica, Atractis costaricaensis, Atractis impura, Cruzia mexicana und Rhinoclemmysnema multilabiatum im Darm, Longibucca-Arten, der Saugwurm Neopolystoma fentoni im Konjunktivalsack sowie der Saugwurm Heronimus mollis in der Lunge.

## Die Pracht-Erdschildkröte in der privaten Terrarienhaltung

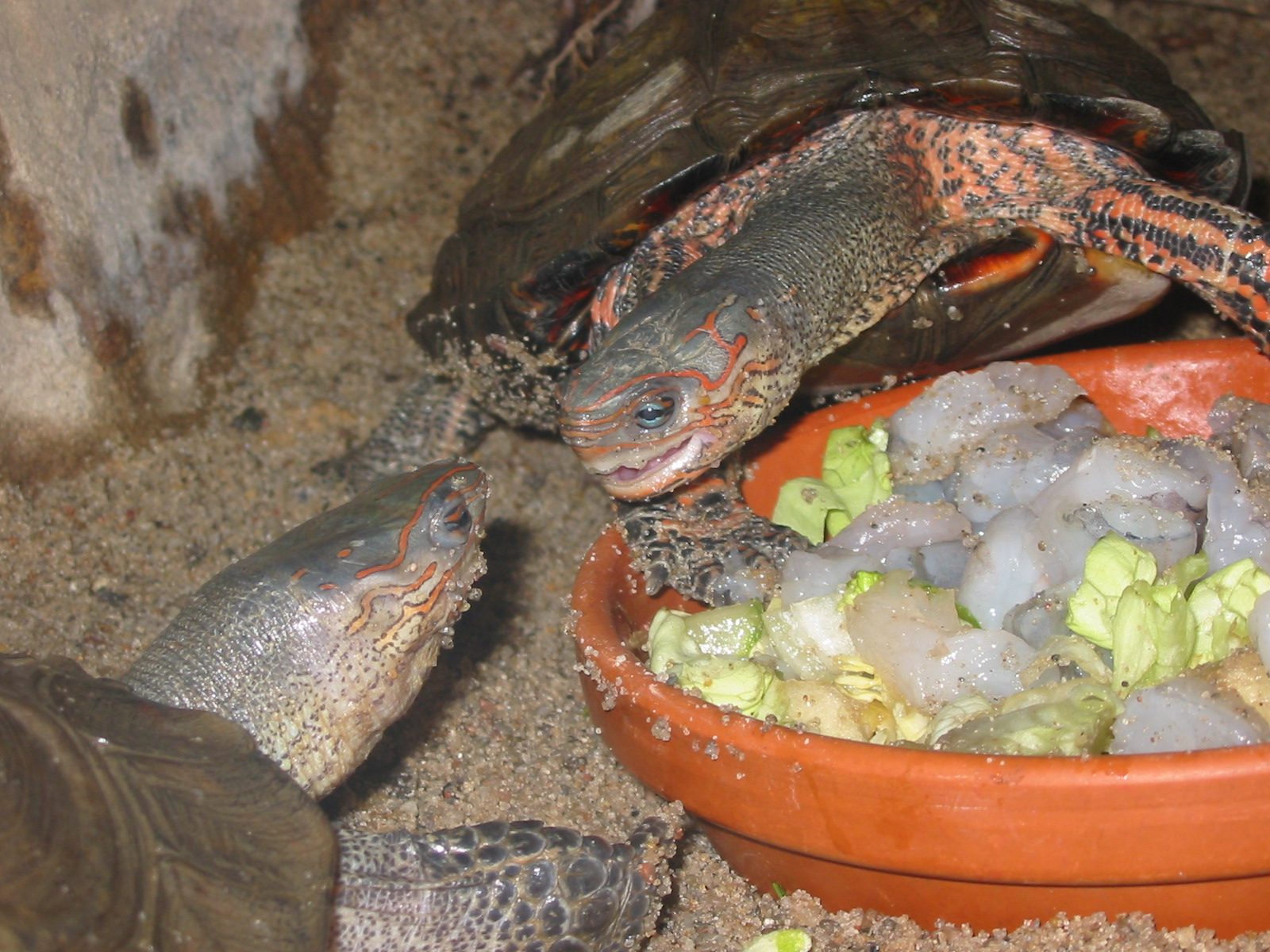
Zwei 'incisa' beim Behaupten um das Futter, Zoo Aquarium Berlin, November 2006

Die manni und die incisa wurden in den letzten Jahren zu beliebten Tieren für die Terrarienhaltung. Man findet diese beiden Unterarten häufig in Zoohandlungen. Beim Kauf sollte man Nachzuchten bevorzugen, da diese nicht zu Eingriffen in den Wildbestand führen und besser mit den heimischen Haltungsbedingungen zurechtkommen.
Die Schildkröten fressen fast alles, was mit der Nase für gut befunden wird, sowohl Grünpflanzen (Salate, Kräuter, Gräser) Obst und Gemüse als auch Würmer und Insekten. Potenzielles Futter wird ausgiebig und ggf. lange berochen. Dazu nimmt die Schildkröte in gesicherter Position vor der potenziellen Speise Platz und fährt vielfach hintereinander ihren Hals weit aus dem Panzer möglichst nahe an das Futter heran und wieder zurück. Schildkröten haben eine exzellente Nase und gute Augen. Bevorzugt werden Speisen, welche ein nicht allzu festes Äußeres aufweisen. In der Terrarienhaltung gelten Regenwürmer und Bananen als absolute Leibspeise. In Gefangenschaft werden die Tiere bei guter Pflege ohne weiteres 12 Jahre und älter. In einigen Zoos existier(t)en Exemplare mit einem Lebensalter von ≥ 21 Jahren.
Von den vier Unterarten ist die 'incisa' die Wasserliebenste. In Terrarienhaltung benötigt sie einen möglichst großen Wassertopf oder noch besser einen beständigen Wasserteil im Terrarium. Da die Tiere dazu neigen Erde in das Wasserbecken zu tragen, reicht ein Filter nicht aus, tägliche Wasserwechsel sind unumgänglich. Die 'incisa' fühlt sich dann besonders wohl, wenn sie mit dem ganzen Panzer im Wasser untertauchen kann, die 'manni' dagegen kommt auch mit etwas weniger Wassertiefe zurecht.